# Thalassema thalassema
Espèce
Synonymes
- Thalassema thalassemum (Pallas, 1774)

Thalassema thalassema est une espèce de ver marin (comme ses noms de genre et d’espèce l’évoquent : Thalassa = mer), appartenant au groupe des echiuriens (Echiurida : echi = épines et ura = queue).

## Description et caractéristiques
C’est un animal de 20  à   70 mm de long , dont le corps, non segmenté, est constitué principalement d’un tronc cylindrique. Son extrémité postérieure de forme conique porte l’anus. Le tronc est prolongé vers l’avant par une formation en gouttière très extensible, appelée, plus ou moins justement, « trompe » ou plus scientifiquement « proboscis », à la base de laquelle se trouve l’orifice buccal. La face concave de la trompe est ciliée  ce qui permet à l’animal de récolter sa nourriture constituée principalement de détritus déposés sur le sol .
La couleur du corps est variable, souvent violacée dans sa partie antérieure blanche à l’arrière. La trompe est rouge orangé.

## Habitat et répartition
Thalassema thalassemum vit dans le sédiment vaseux ou sableux et fréquemment dans les fissures de la roche à la partie inférieure de la zone de balancement des marées.
On trouve essentiellement cette espèce dans l'Atlantique nord et plus anecdotiquement dans certains sites de Méditerranée.